# Cyclaspis pruinosa
Cyclaspis pruinosa är en kräftdjursart som beskrevs av Hale 1944. Cyclaspis pruinosa ingår i släktet Cyclaspis och familjen Bodotriidae. Inga underarter finns listade i Catalogue of Life.